# Spelartrupper i ishockey vid olympiska vinterspelen 1936
Detta är samtliga spelartrupper i ishockey vid olympiska vinterspelen 1936.

## Storbritannien
Alexander Archer 
 James Borland
 Edgar Brenchley
 James Chappell
 John Coward
 Gordon Dailley
 John Davey
 Carl Erhardt
 James Foster
 John Kilpatrick
 Archibald Stinchcombe 
 Robert Wyman

## Kanada
Maxwell Deacon
 Hugh Farquharson
 James Haggarty
 Walter Kitchen
 Raymond Milton
 Francis Moore
 Herman Murray
 Arthur Nash
 David Neville
 Kenneth Farmer
 Ralph Saint-Germain
 Alexander Sinclair
 Bill Thomson

## USA
John Garrison
 August Kammer
 Philip LaBatte 
 John Lax
 Thomas Moon
 Eldridge Ross
 Paul Rowe
 Francis Shaughnessy
 Gordon Smith
 Francis Spain
 Frank Stubbs

## Tjeckoslovakien
Josef Boháč
 Alois Cetkovský
 Karel Hromádka
 Drahomír Jirotka
 Zdeněk Jirotka
 Jan Košek
 Oldřich Kučera
 Josef Maleček
 Jan Peka
 Jaroslav Pušbauer
 Jiří Tožička
 Ladislav Troják
 Walter Ulrich

## Tyskland
Wilhelm Egginger
 Joachim Albrecht von Bethmann-Hollweg
 Gustav Jaenecke
 Philipp Schenk
 Rudi Ball
 Karl Kögel
 Toni Wiedemann
 Herbert Schibukat
 Alois Kuhn
 Werner George
 Georg Strobl
 Paul Trautmann

## Sverige
Herman Carlsson
 Sven Bergqvist
 Bertil Lundell
 Holger Engberg
 Torsten Jöhncke
 Yngve Liljeberg
 Bertil Norberg
 Wilhelm Petersén
 Åke Ericson
 Stig Andersson
 Lennart Hellman
 Wilhelm Larsson
 Ruben Carlsson

## Österrike
Harry Weiß
 Hans Trauttenberg
 Rudolf Vojta
 Oskar Nowak
 Fritz Demmer
 Franz Csöngei
 Hans Tatzer
 Willibald Stanek
 Lambert Neumaier
 Franz Schüßler
 Emil Seidler
 Josef Göbl

## Ungern
Ferenc Monostori
 István Hircsák
 Miklós Barcza
 László Róna
 Frigyes Helmeczi
 Sándor Minder
 András Gergely
 László Gergely
 Béla Háray
 Zoltán Jeney
 Sándor Miklós
 Ferenc Szamosi
 Mátyás Farkas

## Polen
Józef Stogowski
 Henryk Przeździecki
 Witalis Ludwiczak
 Kazimierz Sokołowski
 Czesław Marchewczyk
 Adam Kowalski
 Andrzej Wołkowski
 Edward Zieliński
 Władysław Król
 Mieczysław Kasprzycki
 Roman Stupnicki

## Frankrike
Michel Paccard
 Jacques Morisson
 Jacques Lacarrière
 Pierre Claret
 Pierre Lorin
 Marcel Couttet
 Albert Hassler
 Guy-Pierre Volpert
 Jean-Pierre Hagnauer
 Michel Delesalle
 Philippe Boyard

## Italien
Augusto Gerosa
 Franco Rossi
 Gianmario Baroni
 Decio Trovati
 Camillo Mussi
 Giovanni Scotti
 Ignazio Dionisi
 Mario Zucchini
 Mario Maiocchi
 Carlo Zucchini

## Japan
Teiji Honma
 Masahiro Hayama
 Tatsuo Ichikawa
 Shinkichi Kamei
 Toshihiko Shoji
 Susumu Hirano
 Masatatsu Kitazawa
 Kenichi Furuya
 Kozue Kinoshita

## Schweiz
Albert Künzler
 Arnold Hirtz
 Oskar Schmidt
 Ernst Hug
 Adolf Martignoni
 Hans Cattini
 Richard Torriani
 Ferdinand Cattini
 Herbert Kessler
 Otto Heller
 Charles Kessler
 Thomas Pleisch

## Belgien
Robert Baudinne
 Roger Bureau
 Joseph Lekens
 Georges Pootmans
 Pierre Van Reyschoot
 Willy Kreitz
 Carlos Van den Driessche
 Walter Bastenie
 Fernand Carez
 Louis De Ridder

## Lettland
Aleksejs Auziņš
 Reinis Bluķis
 Arvīds Jurgens
 Herberts Kušķis
 Roberts Lapainis
 Kārlis Paegle
 Arvīds Petersons
 Ādolfs Petrovskis
 Jānis Rozīte
 Leonīds Vedējs
 Jānis Bebris